# ناثانيل غوردون
ناثانيل غوردون (بالإنجليزية: Nathaniel Gordon) هو شخصية أعمال أمريكي، ولد في 6 فبراير 1826 في بورتلاند في الولايات المتحدة، وتوفي في 21 فبراير 1862 في نيويورك في الولايات المتحدة بسبب شنق.